# Uhlíková planeta

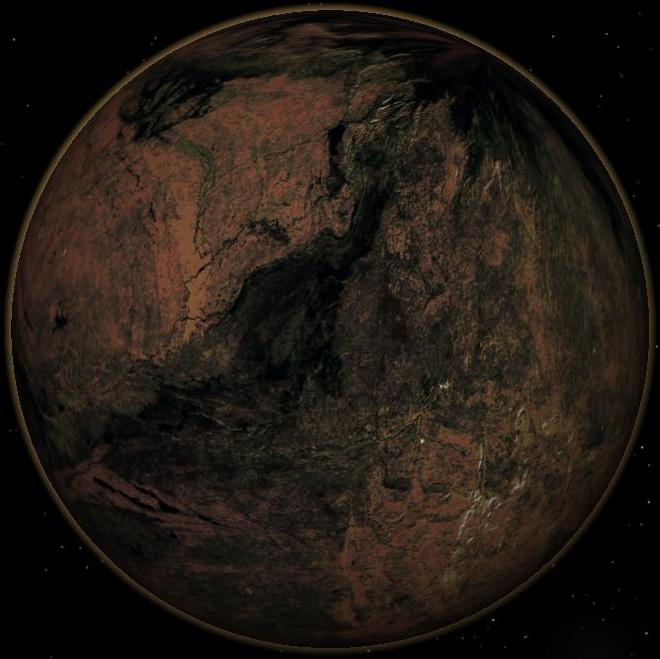
Umělecké ztvárnění uhlíkové planety. Povrch je tmavý a načervenalý kvůli usazeninám uhlovodíků.

Uhlíková planeta je hypotetický typ exoplanety, která obsahuje více uhlíku než kyslíku. Uhlík je čtvrtý nejhojnější prvek ve vesmíru podle hmotnosti po vodíku, heliu a kyslíku.
Termín „uhlíková planeta“ zavedli Marc Kuchner a Sara Seager v roce 2005 po návrhu Kathariny Loddersové, že Jupiter vznikl z uhlíkem bohatého jádra. Uhlíkové planety se mohou tvořit v případě, že jsou protoplanetární disky bohaté na uhlík a chudé na kyslík.

## Definice
Uhlíkové planety by pravděpodobně měly železem bohaté jádro podobné známým terestrickým planetám. Okolo jádra by se nacházela vrstva karbidu křemíku a karbidu titanu. Nad touto vrstvou by se mohla nacházet vrstva grafitu, případně substrát z diamantů, pokud by byl dostatečný tlak. Povrch by mohl obsahovat zamrzlé nebo kapalné uhlovodíky (např. dehet a metan) a oxid uhelnatý.
Na relativně chladné uhlíkové planetě by atmosféra pravděpodobně sestávala převážně z oxidu uhličitého nebo oxidu uhelnatého s významným množstvím uhlíkového „smogu“.

## Složení
Uhlíkové planety mohou mít podobný průměr jako silikátové a vodní planety o stejné hmotnosti, což může ztěžovat jejich rozlišení.
Na povrchu mohou existovat geologické útvary podobné těm na Zemi, ale s odlišným složením. Například řeky by mohly být tvořeny uhlovodíky místo vody. Pokud by byla teplota dostatečně nízká (pod 350 K), mohly by se plyny fotochemicky syntetizovat do dlouhých uhlovodíkových řetězců, které by mohly na povrch pršet.

### Janssen (55 Cancri e)
Exoplaneta Janssen, dříve označovaná pouze jako 55 Cancri e, byla v roce 2012 identifikována jako možný příklad uhlíkové planety. Má osmkrát větší hmotnost než Země a dvojnásobný poloměr. Teplota na povrchu činí zhruba 2 000 °C, a planeta je pravděpodobně pokryta grafitem a diamanty.